# Балістичний хронограф
Хронограф — прилад, призначений для вимірювання початкової швидкості кулі, що дозволяє визначити потужність гвинтівки або пістолета, підібрати оптимальний тип куль до неї, скласти таблицю балістичних поправок, звірити стартову швидкість до і після модернізації.

## Історія

Балістичний маятник

Бенджамін Робінс (1707–1751) винайшов балістичний маятник, який вимірював імпульс кулі, випущеної з пістолета. Розділивши імпульс на масу кулі отримують швидкість. Робінс опублікував свої результати у праці «New Principles of Gunnery».
Перший хронограф, який безпосередньо вимірював швидкість кулі, був сконструйований у 1804 році, полковником французької армії Гробертом. У ньому використовувалась вісь, що швидко оберталась, з двома дисками, встановленими на відстані близько 13 футів один від одного. Куля запускалась паралельно осі, і кутове зміщення отворів у двох дисків, разом з частотою обертання осі, давали швидкість кулі.
У 1865 році преподобний Френсіс Бешфорт, який пізніше був призначений професором прикладної математики класу артилерійських офіцерів у Королівській військовій академії (Вулідж), почав серію експериментів для визначення опору повітря руху сферичних і витягнутих снарядів, які він продовжував час від часу до 1880 року. Він винайшов екрани, що складались з певної кількості провідників. Перетинаючи екран, куля обривала провідник, що переривало струм і викликало рух важеля.

## Сучасні хронографи

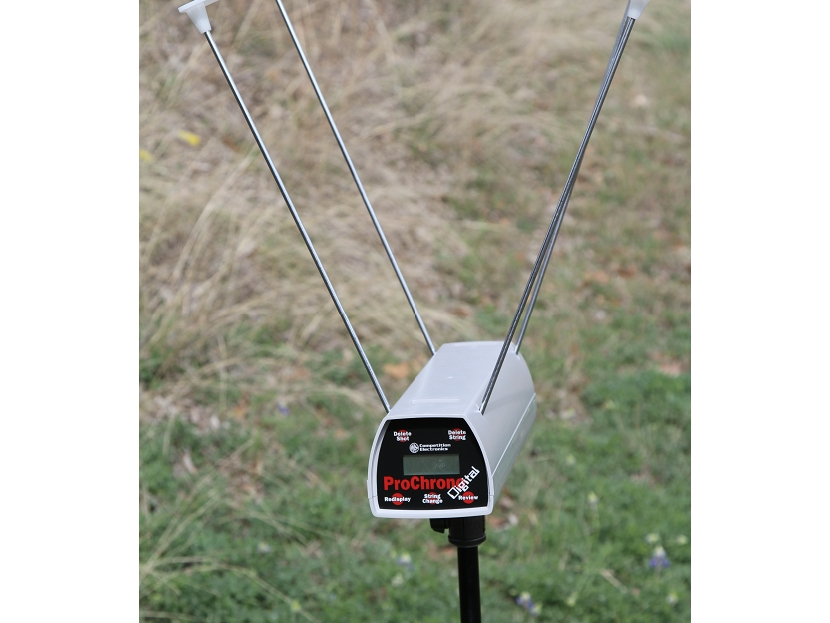
Приклад моделі сучасного хронографа

Перший електронний хронограф був винайдений у 1950-их роках, одним із вчених НАСА. Початкова розробка була відкритою прямокутною рамкою квадратної алюмінієвої трубки з екраном із тонкого мідного дроту на обох кінцях. Порушення першого проводу давало старт зарядці конденсатора, розрив другого дроту зупиняв її. Вимірюючи накопичену напругу і знаючи швидкість заряду, можна точно розрахувати час.
Сучасні хронографи — прилади з оптичними датчиками, в результаті послідовного спрацьовування яких, вимірюється час, за який непрозоре тіло переміщається від датчика до датчика. Знаючи заздалегідь відстань між датчиками — підраховується і показується середня швидкість даного тіла на цій ділянці траєкторії руху.
Принцип роботи хронографів базується на точному вимірі проміжку часу між моментами перетину оптичних осей двох датчиків, розташованих на відомій і строго визначеній відстані між ними. Вимірювання проводиться за допомогою мікропроцесора. Відлік часу здійснюється внутрішнім лічильником мікропроцесора, тактованим від внутрішнього тактового генератора процесора. Частота тактового генератора процесора стабілізується зовнішнім кварцовим резонатором.
Проліт кулі через оптичну вісь першого датчика викликає спрацьовування цього датчика. Спрацювання першого датчика викликає обнулення внутрішнього лічильника мікропроцесора і запускає відлік у цьому лічильнику.
Проліт кулі через оптичну вісь другого датчика викликає спрацьовування цього датчика. Спрацювання другого датчика викликає зупинку лічильника і запис результату відліку.
Далі відбувається обчислення значення швидкості об'єкта шляхом ділення деякої константи (значення її залежить від декількох факторів, насамперед від відстані між оптичними осями датчиків) на збережене значення лічильника. Шкільний курс фізики: відстань (константа) відомо, ділимо на час (значення лічильника) і отримуємо швидкість об'єкта.
Це значення швидкості відображається на індикаторі, зберігається в незалежній пам'яті мікроконтролера.